# Vörösbegyű kékmadár
A vörösbegyű kékmadár avagy keleti kékmadár (Sialia sialis) a madarak osztályának verébalakúak (Passeriformes)  rendjébe és a rigófélék (Turdidae) családjába tartozó faj.

## Rendszerezés
A fajt Carl von Linné svéd természettudós írta le írta le 1758-ban, a Motacilla nembe Motacilla sialis néven.

## Alfajai
- Sialia sialis sialis (Linnaeus, 1758)- Kanada déli és délkeleti része, az Amerikai Egyesült Államok keleti és középső része és északkelet-Mexikó
- Sialia sialis grata (Bangs, 1898) - Florida déli része
- Sialia sialis bermudensis (A. H. Verrill, 1901) - Bermuda
- Sialia sialis nidificans (A. R. Phillips, 1991) - közép-Mexikó keleti része
- Sialia sialis fulva (Brewster, 1885) - az Amerikai Egyesült Államok délnyugati része és északnyugat és közép-Mexikó
- Sialia sialis guatemalae (Ridgway, 1882) - Mexikó délnyugati része, Belize és Guatemala
- Sialia sialis meridionalis (Dickey & Van Rossem, 1930) - Salvador, Honduras és Nicaragua északi része
- Sialia sialis caribaea (T. R. Howell, 1965) - kelet-Honduras és Nicaragua északkeleti része

## Előfordulása
Kanada, az Amerikai Egyesült Államok, Mexikó, Belize, Bermuda, Guatemala, Honduras és Nicaragua és Salvador területén honos. Kóborlóként előfordul Kubában, a Saint-Pierre és Miquelonon és az Amerikai Virgin-szigeteken is. 
Természetes élőhelyei a tűlevelű erdők, mérsékelt övi erdők, szubtrópusi vagy trópusi hegyi esőerdők, cserjések és mocsarak, valamint ültetvények. Vonuló faj.

## Megjelenése
Testhossza 21 centiméter, testtömege 28–32 gramm.
|  |  |

## Életmódja
Tavasszal és nyáron főként ízeltlábúakkal táplálkozik, ősszel gyümölcsökkel egészíti ki.

## Szaporodása
Fészekalja 4-5 palakék tojásból áll, melyen 11-19 napig kotlik.
|  |

## Természetvédelmi helyzete
Elterjedési területe rendkívül nagy, egyedszáma pedig növekszik. A Természetvédelmi Világszövetség Vörös listáján nem fenyegetett fajként szerepel.